# Ticket for Tibet
Ticket for Tibet was een gelegenheidsformatie die in de lente van 2008 aandacht probeerde te vragen voor de situatie van onderdrukte Tibetanen in China in het kader van de jaarlijkse actie en festival Ticket for Tibet. De formatie bereikte op 18 april 2008 met het nummer "Als je ooit nog eens terug kan" van Gerard van Maasakkers en JW Roy de nummer 1-positie in de Nederlandse Single Top 100. De single bleef 1 week op één.

## Geschiedenis
JW Roy maakte samen met Gerard van Maasakkers het lied "Als ge ooit". Het Brabantstalige nummer werd een bescheiden hit. In 2008 vertaalde Van Maasakkers het nummer naar het Nederlands, ten bate van de actie Ticket for Tibet. Ook spitste hij de tekst toe op de actie voor de Tibetanen in ballingschap. Een formatie werd gevormd om het nummer uit te brengen. De opbrengst van de single ging geheel naar drie jonge Tibetaanse nonnen, die zes jaar werden gemarteld in een Chinese gevangenis na het zingen van een protestlied tegen de Chinese overheersing van Tibet. Er werd uiteindelijk 5000 euro opgehaald.

## Bezetting
- Anneke van Giersbergen (Agua de Annique, ex-The Gathering) - zang
- JW Roy - gitaar en zang
- Bart van der Weide (Racoon) - zang, mondharmonica
- Dennis van Leeuwen (Kane) - gitaar
- Loten Namling - zang, Tib. luit
- Bas Kennis (BLØF) - toetsen
- Peter Slager (BLØF) - basgitaar
- Jeroen Goossens (JW Roy, Hans Theessink gtr) - drums

## Referentie
1. ↑  Ticket for Tibet (cache - Id). www.ticketfortibet.com/nl. Gearchiveerd op 2 maart 2008.